# Сан-Мартинью-ду-Порту
Сан-Мартинью-ду-Порту (порт. São Martinho do Porto) — район (фрегезия) в Португалии, входит в округ Лейрия. Является составной частью муниципалитета Алкобаса. По старому административному делению входил в провинцию Эштремадура. Входит в экономико-статистический субрегион Оэште, который входит в Центральный регион. Население составляет 2644 человека на 2001 год. Занимает площадь 15,01 км².
Покровителем района считается Мартин Турский (порт. São Martinho).

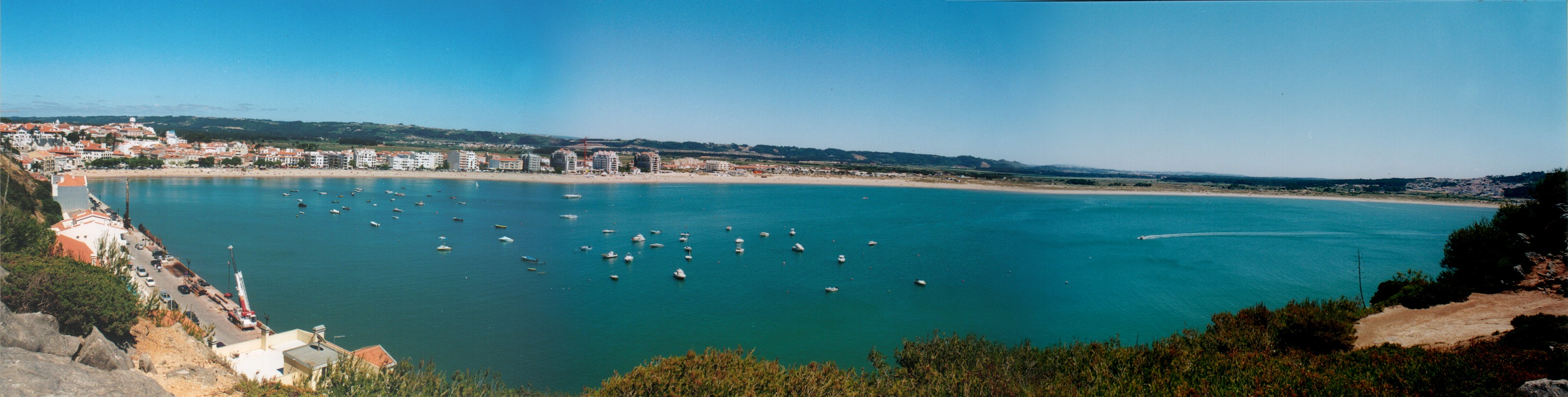